# Техсил
Техсил (хинди तहसील, урду تحصیل‎ от араб. تحصيل‎ — приобретение, собирание), также талук, или мандал — единица административного деления в Индии и Пакистане.
В основном техсил состоит из города, который служит его центром, и некоторого числа деревень. Иногда в состав техсила могут входить и дополнительные города. Правление техсила имеет определённую налоговую и административную власть над деревнями и муниципалитетами в своей юрисдикции, являясь основным исполнительным органом по части земельных отношений и соответствующим административным вопросам. Главным должностным лицом является техсилдар, или, менее официально — талукдар или талука муктиаркар.

## Индия
Термин «талука» или «талук» используется только в нескольких штатах, таких, как Гуджарат, Гоа, Махараштра, Керала, Тамил-Наду и Карнатака; термин же «техсил» применяется, в свою очередь, в следующих штатах — Пенджаб, Харьяна, Уттар-Прадеш, Уттаракханд, Химачал-Прадеш, Мадхья-Прадеш и Раджастхан. Андхра-Прадеш ранее использовал «талуки», но сейчас они замещены «мандалами». Для обозначения часто используется аббревиатура англ. TK.
Каждый талук или техсил является частью большего округа, который, в свою очередь, входит в состав штата или союзной территории. В некоторых случаях техсилы определённых штатов организовываются в небольшие группы, именующиеся подокругами. Объединения деревень в пределах техсила называются «хобли».
Правительственные органы, действующие на уровне техсилов, имеют название панчаят самити.
Талуком называлось также крупное поместье, его владелец назывался талукдаром.

## Пакистан
В Пакистане в основном используется термин техсил, за исключением Синда, где преобладает термин талука. В иерархии местных властей в Пакистане техсил находится на втором месте, являясь частью округа (зила). Каждый техсил делится, в свою очередь, на некоторое число сельских советов.